# North Thompson Oxbows Manteau Park
North Thompson Oxbows Manteau Park är en park i Kanada.   Den ligger i provinsen British Columbia, i den centrala delen av landet, 3 200 km väster om huvudstaden Ottawa. North Thompson Oxbows Manteau Park ligger 780 meter över havet.
Terrängen runt North Thompson Oxbows Manteau Park är bergig söderut, men norrut är den kuperad. North Thompson Oxbows Manteau Park ligger nere i en dal. Trakten runt North Thompson Oxbows Manteau Park är nära nog obefolkad, med mindre än två invånare per kvadratkilometer.. Det finns inga samhällen i närheten.
I omgivningarna runt North Thompson Oxbows Manteau Park växer i huvudsak barrskog.